# Mr. Creosote
Mr. Creosote is een personage uit Monty Python's The Meaning of Life, de laatste speelfilm van de Britse komediegroep Monty Python uit 1983. Het personage werd gespeeld door Terry Jones.
Mr. Creosote lijdt aan een monsterlijke vorm van obesitas en gaat dineren in een stijlvol restaurant. Hij is een onbeleefde gast aan wie een enorme hoeveelheid eten en alcohol wordt geserveerd terwijl hij herhaaldelijk moet braken. Hij richt hierdoor een enorme ravage aan. De sketch met Mr. Creosote, met ook een hoofdrol voor John Cleese als kelner en nevenrollen voor Eric Idle als pianist en kelner en Carol Cleveland als kelner annex poetsvrouw, speelt zich af in het gedeelte "Part VI: The Autumn Years" ("De Herfst van het Leven") en is waarschijnlijk de zwartste en meest beruchte uit het repertoire van de Pythons.

## De sketch
Mr. Creosote (rol van Jones) is een man van middelbare leeftijd. Hij is een vaste klant van het exclusieve (Franse) restaurant, daar de spraakzame kelner (rol van Cleese) hem begroet met 'meneer' en zijn familienaam. De kijker wordt op de tonen van onheilspellende muziek uit de film Shark (met Idle als pianist) verwittigd door een school goudvissen, die angstig weg zwemmen als de veel te dikke man binnenkomt ("O shit, it's Mr. Creosote!"). De kelner vraagt aan Mr. Creosote hoe hij zich voelt:
Kelner (Cleese): Mr. Creosote. And, how are we today, sir? (...) Mr. Creosote. Hoe gaat het vandaag?

Mr. Creosote: Better. (...) Beter. 

Kelner (Cleese): Better? (...) Beter?

Mr. Creosote: Better get a bucket. I'm gonna throw up. (...) Je gaat beter een emmer halen. Ik moet overgeven.
Mr. Creosote gaat zitten en door zijn overmatige corpulentie heeft hij daar geen stoel voor nodig. Een emmer wordt aangereikt door een tweede kelner (rol van Idle), maar hij mikt ernaast. Het eerste wat Creosote doet is het bedelven van de vloer met braaksel, waarna hij hetzelfde doet met de poetsvrouw (rol van Cleveland). Wanneer de kelner hem vraagt hoeveel hij kan drinken, zegt Creosote dat hij zes kratten donker bier aan kan (Engels: "brown ale"). Normaal kan hij meer bier drinken, althans dat wordt door de man zelf geïmpliceerd. Vervolgens bestelt Creosote de hele menukaart.

I'll have the lot. (...) Ik neem het allemaal.

Het ganse menu houdt in dat men hem, na het 'nuttigen' van diverse aperitiefhapjes, achtereenvolgens Zeeuwse mosselen, ganzenlever, Europese huso (i.e. kaviaar), eggs benedict, taart van prei, kikkerbilletjes amandine en kwartel serveert. Het eten wordt naar zijn tafel gebracht in... een emmer. Daarnaast drinkt hij onder andere nog een aantal flessen Château Latour uit 1945. 
Echter ziet de kijker hem tijdens de sketch nooit eten, behalve het schijnbaar kauwen aan een ananas. De focus in de sketch ligt met name op het gevolg van zijn gulzigheid, het braken. Terwijl hij zijn maaltijden 'verorbert', braakt Creosote alles onder. Hij raakt daarbij zelfs de broek van de kelner. Als hij klaar is met eten stelt de kelner hem een snoepje bij de rekening voor, een "flinterdunne munt" ("It's only wafer thin, monsieur"). Deze blijkt fataal, hoewel hij het snoepje eerst weigert. De kelner overtuigt hem het snoepje op te eten. Het lichaam van Creosote zwelt op en hij ontploft uiteindelijk op een grafische manier. 
Hij leeft nog, maar zijn buikholte en maag zijn opengereten en het restaurant is daardoor bedekt met braaksel en ingewanden, waardoor gasten aan andere tafels (diegene achter hem worden ook bedekt met zijn braaksel en zijn ingewanden) hun eetlust verliezen en ook beginnen te braken.

## Vormgeving
Tijdens de sketch vallen het norse karakter, de onbeleefdheid en de haast onmenselijke omvang van het personage hard op. Hij schoffeert de kelner meermaals en gulzigheid wordt boven alles geaccentueerd. Het stijlvolle restaurant kan eruitzien als een contradictie voor de daden van het personage (zie ook etiquette of decorum). Als in: indien men moet overgeven, zoekt men een wc op. De positie van het personage in de scène (centrale tafel) wekt mee de aandacht van de kijker. Het braken overheerst visueel en gebeurt onbehouwen en repetitief. De situatie escaleert ook, waardoor het zien van de sketch gevoelig kan liggen bij mensen die lijden aan emetofobie (braakfobie).

## Trivia
- Regisseur Quentin Tarantino heeft aangegeven dat hij misselijkheid voelt opborrelen telkens wanneer hij de sketch ziet, vanwege het grafische aan het braken (zie boven).[1]
- De sketch met Mr. Creosote werd gefilmd in de concertzaal Porchester Hall in West-Londen, waar de dag na de opnames een trouwfeest plaatsvond. Met man en macht werd de zaal opgeruimd.[2]
- Het braaksel van Mr. Creosote bestond uit grote hoeveelheden gecondenseerde minestronesoep.[3]
- John Cleese had de slappe lach toen hij "It's only wafer thin, monsieur" moest zeggen. Eens uit beeld zou precies hetzelfde zijn gebeurd.[3]